# Tropidocyathus lessonii
Tropidocyathus lessonii är en korallart som först beskrevs av Jean-Louis Hardouin Michelin 1842.  Tropidocyathus lessonii ingår i släktet Tropidocyathus och familjen Turbinoliidae. Inga underarter finns listade i Catalogue of Life.